# Лебский, Виталий Александрович
Виталий Александрович Лебский (1910—1970) — русский актёр, режиссёр и педагог.

## Биография
На протяжении ряда лет работал в театрах Горького и области, в разное время руководил самодеятельными драматическими кружками, преподавал мастерство актёра в студиях при Горьковском театре драмы, Филармонии и Театре кукол, в Горьковской Консерватории и Музыкальном Училище.
После Великой Отечественной войны восстановил Театральное училище в Горьком и успешно возглавлял его в сороковых — шестидесятых годах, выпустив целую плеяду талантливых актёров и актрис, работавших и ныне работающих во многих городах России и ближнего зарубежья.